# 6843 Heremon
6843 Heremon è un asteroide della fascia principale. Scoperto nel 1975, presenta un'orbita caratterizzata da un semiasse maggiore pari a 2,4429187 UA e da un'eccentricità di 0,1755896, inclinata di 9,28344° rispetto all'eclittica.
L'asteroide è dedicato a Eremon, re supremo d'Irlanda.